# Alternanthera reineckii
Alternanthera reineckii är en amarantväxtart som beskrevs av John Isaac Briquet. Alternanthera reineckii ingår i släktet alternanter, och familjen amarantväxter. Inga underarter finns listade i Catalogue of Life.

## Bildgalleri

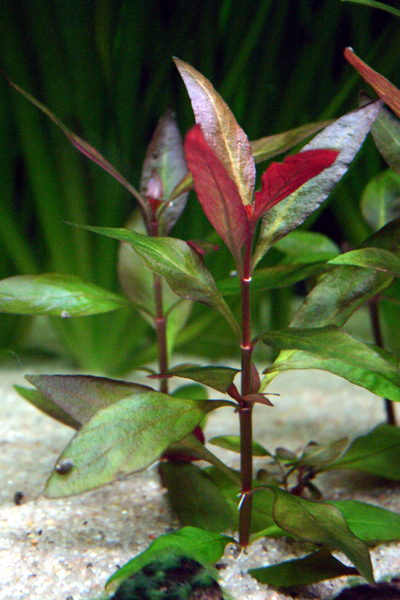